# Thalamita
Genre
Thalamita est un genre de crabes de la famille des Portunidae.

## Liste des espèces
Selon World Register of Marine Species (1er août 2015) :
- Thalamita admete (Herbst, 1803)
- Thalamita annulipes Stephenson & Hudson, 1957
- Thalamita auauensis Rathbun, 1906
- Thalamita bacboensis Tien, 1969
- Thalamita bandusia Nobili, 1905
- Thalamita bevisi (Stebbing, 1921)
- Thalamita bilobata de Man, 1926
- Thalamita bouvieri Nobili, 1906
- Thalamita carinata Zarenkov, 1970
- Thalamita chaptalii (Audouin, 1826)
- Thalamita delagoae Barnard, 1950
- Thalamita difficilis Crosnier, 2002
- Thalamita dytica Crosnier, 2002
- Thalamita exetastica Alcock, 1899
- Thalamita gatavakensis Nobili, 1906
- Thalamita gloriensis Crosnier, 1962
- Thalamita granosimana Borradaile, 1902
- Thalamita huayangensis Dai, Cai & Yang, 1996
- Thalamita imparimana Alcock, 1899
- Thalamita indistincta Apel & Spiridonov, 1998
- Thalamita intermedia Miers, 1886
- Thalamita investigatoris Alcock, 1899
- Thalamita iranica Stephensen, 1946
- Thalamita kagosimensis Sakai, 1939
- Thalamita koepangensis Stephenson, 1975
- Thalamita kukenthali de Man, 1902
- Thalamita loppenthini Apel & Spiridonov, 1998
- Thalamita macropus Montgomery, 1931
- Thalamita macrospinifera Rathbun, 1911
- Thalamita malaccensis Gordon, 1938
- Thalamita margaritimana Rathbun, 1911
- Thalamita minuscula Nobili, 1906
- Thalamita mitsiensis Crosnier, 1962
- Thalamita miyakei Takeda, 1971
- Thalamita multispinosa Stephenson & Rees, 1967
- Thalamita muusi Serène & Soh, 1976
- Thalamita nanshensis Dai, Cai & Yang, 1996
- Thalamita occidentalis Crosnier, 1984
- Thalamita oculea Alcock, 1899
- Thalamita parvidens (Rathbun, 1907)
- Thalamita philippinensis Stephenson & Rees, 1967
- Thalamita picta Stimpson, 1858
- Thalamita pilumnoides Borradaile, 1902
- Thalamita platypenis Stephenson, 1975
- Thalamita platypodis Dai, Yang, Song & Chen, 1986
- Thalamita poissonii (Audouin, 1826)
- Thalamita pseudoculea Crosnier, 1984
- Thalamita pseudopelsarti Crosnier, 2002
- Thalamita pseudopoissoni Stephenson & Rees, 1967
- Thalamita pseudospinifera Crosnier, 1975
- Thalamita quadrilobata Miers, 1884
- Thalamita savignyi A. Milne-Edwards, 1861
- Thalamita seurati Nobili, 1906
- Thalamita sexlobata Miers, 1886
- Thalamita sima H. Milne Edwards, 1834
- Thalamita simillima Crosnier, 2002
- Thalamita spiceri Edmondson, 1954
- Thalamita spinifera Borradaile, 1902
- Thalamita stephensoni Crosnier, 1962
- Thalamita xishaensis Chen & Yang, 2008

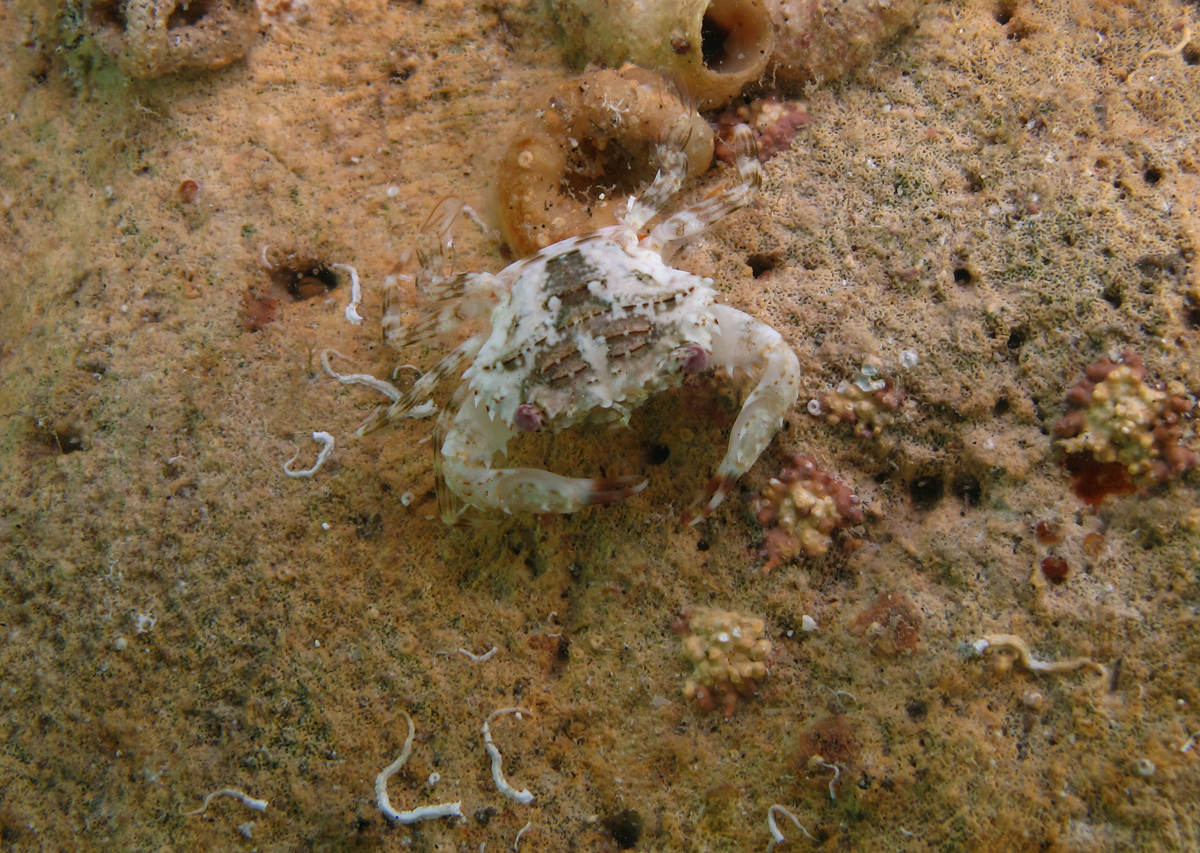
Thalamita aff. picta